# Rebeca Mauleón
Rebeca Mauleón (18 de mayo de 1962) es una pianista, compositora y escritora estadounidense, especializada en ritmos latinos y afro-caribeños. En su carrera musical ha colaborado con músicos y bandas de renombre como Carlos Santana, Mickey Hart, Steve Winwood y Tito Puente.

## Discografía seleccionada
- Orestes Vilató, It's About Time, RAFCA Records, 2009
- Rebeca Mauleón, Descarga en California, Universal, 2006
- Carlos Santana, All That I Am, Arista, 2005
- Rebeca Mauleón, Latin Fire, Rumbeca Music, 2004
- Mickey Hart, Spirit into Sound, Grateful Dead Records, 1999
- Mickey Hart and Planet Drum: Supralingua, Rycodisc, 1998
- Rebeca Mauleón, Round Trip, Bembe Records, 1999 (re-issue)
- Steve Winwood, Junction Seven, Virgin Records, 1997
- José Luis Quintana "Changuito" The History of Songo, DCI/Warner, 1996
- Carlos "Patato" Valdez, Ritmo y Candela, Redwood, 1995
- Karl Perazzo & Raul Rekow, From Afro-Cuban to Rock, LP, 1995 (vídeo)
- The Machete Ensemble, Machete, Xenophile, 1995
- Tito Puente, Royal 'T’, Concord Picante, 1993
- Maraca, Formula Uno, Artex, 1993
- Carlos Santana, Milagro, Polydor, 1992
- Tito Puente, Goza Mi Timbal, Concord Picante, 1990
- Ray Obiedo, Iguana, Windham Hill Jazz, 1990
- Ray Obiedo, Perfect Crime, Windham Hill Jazz, 1989
- Tito Puente, Salsa Meets Jazz, Concord Picante, 1988
- Pete Escovedo, Mister E, Crossover, 1988
- Tito Puente, Un Poco Loco, Concord Picante, 1987
- Tito Puente, Sheila E, Pete Escovedo, Latin Familia, Lorimar 1986 (Vídeo)
- Machete Ensemble, Africa, v. I, Machete, 1986
- Orquesta Batachanga, Mañana Para los Niños, Xenophile, 1983
- Orquesta Batachanga, La Nueva Tradición, Sugarloaf, 1981

## Publicaciones
- "Cachao: Eighty Years in the Mambo Kingdom," 2008
- "Andy García puts Cuban music in the Spotlight," 2006.
- Muy Caliente, Sher Music Co. 2000.
- "The Roots of Latin Music," GRAMMY Gateway 1999.
- 101 Montunos, Sher Music Co., 1999.
- "Cachao: legado de la música afrocubana," Mix En Español 1998.
- The Latin Pianist, Computer Software Program PG Music 1997.
- The Latin Real Book, Sher Music Co. 1997.
- "The Heart of Salsa: Exploring Afro-Caribbean Piano Styles," Keyboard Magazine 1996.
- "Changuito's Groove," Modern Drummer 1995.
- "The Bass Players of Cuba" (Parts I & II) 1995.
- "The Drummers of Cuba," Modern Drummer 1994.
- Salsa Guidebook, Sher Music Co. 1993.
- The Piano Stylist, v. 7, No. 6 Salsa Guidebook 1992.